# Pezzi da 10
Pezzi da 10 è un singolo del rapper italiano Zoda, pubblicato il 17 giugno 2022.

## Tracce
Testi di Daniele Sodano, musiche di Roomhill.
1. Pezzi da 10 – 2:01